# جنگاوری (فیلم ۲۰۲۵)
جنگاوری (به انگلیسی: Warfare) یک فیلم جنگی محصول سال ۲۰۲۵ به نویسندگی و کارگردانی ری مندوزا و الکس گارلند است. این فیلم بر اساس تجربیات مندوزا در طول جنگ عراق به عنوان سرباز نیروی دریایی ایالات متحده، گوشه‌ای از نبرد رمادی را به تصویر می‌کشد که او و جوخه‌اش در ۱۹ نوامبر ۲۰۰۶ تجربه کردند.
این فیلم در ۱۶ مارس ۲۰۲۵ در سینما موزیک باکس در شیکاگو به نمایش درآمد و در ایالات متحده توسط ای۲۴ در ۱۱ آوریل ۲۰۲۵ و در بریتانیا در ۱۸ آوریل اکران شد. این فیلم نقدهای مثبتی از سوی منتقدان دریافت کرد.

## خلاصه داستان
- فیلم جنگاوری براساس داستانی واقعی روایت شده و در مورد یک گروه از سربازان آمریکایی در طول جنگ عراق در سال ۲۰۰۶ است که در خانه یک خانواده عراقی مخفی شده و حرکت نیروهای آمریکایی را در قلمرو شورشیان زیر نظر می‌گیرند، تا اینکه…
- در فیلم جنگاوری در دل رمادی عراق، یک تیم عملیات ویژه نیروی دریایی آمریکا وارد مأموریتی شناسایی می‌شود که به سرعت به یک درگیری خونین و پیچیده بدل می‌شود. هر تصمیم می‌تواند مرگ یا بقا را رقم بزند. روایت در زمان واقعی، بیننده را مستقیماً به بطن میدان نبرد می‌کشاند، جایی که جنگ، حقیقتی تلخ و بی‌رحم است…

## مشروح داستان
در جریان نبرد رمادی (۲۰۰۶), گروه «آلفا وان» از نیروی دریایی ایالات متحده شبانه کنترل یک خانهٔ محلی را در دست می‌گیرد. پس از آن‌که متوجه می‌شوند طبقهٔ بالا آپارتمانی جداگانه است، با نفوذ از دیوار وارد آن می‌شوند. مأمور ارتباطات و هماهنگی هوایی، «ری مندوزا»، پشتیبانی هوایی را برای مراقبت از موقعیت‌شان هدایت می‌کند، در حالی که تک‌تیرانداز و پزشک گروه، «الیوت میلر»، بازار روبه‌رو را زیر نظر دارد. آن‌ها پشتیبانی هوایی برای عملیات نیروهای تفنگداران دریایی آمریکا فراهم می‌کنند.
مترجمان محلی، «فرید» و «نور»، متوجه حضور خانواده‌هایی متفاوت در هر دو طبقه می‌شوند و از آن‌ها می‌خواهند در جای خود و در سکوت بمانند. ری و الیوت افزایش فعالیت دشمن را مشاهده می‌کنند و پشتیبانی هوایی منطقه را ترک می‌کند. افسر ارتباطی ANGLICO، ستوان مک‌دونالد، درخواست اعزام مجدد پشتیبانی هوایی می‌کند، در حالی که مترجمان هشدار می‌دهند که دشمن فراخوان عمومی برای جنگ صادر کرده است. «اریک»، افسر ارشد، مسئولیت محافظت از طبقهٔ پایین را به مترجمان می‌سپارد. نارنجکی به اتاق تک‌تیرانداز پرتاب می‌شود و الیوت زخمی شده، در حالی که «تامی» و «فرانک» دچار ضربهٔ مغزی می‌شوند. درخواست تخلیهٔ فوری درمانی (CASEVAC) برای انتقال الیوت صادر می‌شود. در این فرآیند، تیم سلاح‌های خود را جمع کرده و مین‌های کلیمور را منفجر می‌کنند. در میان دود سنگین، مترجمان فرید و نور، همراه با الیوت، سم، تامی و اریک به‌سوی نفربر برَدلی (M2 Bradley) می‌روند. هنگام باز شدن رمپ، یک بمب دست‌ساز منفجر می‌شود که به کشته‌شدن فرید و زخمی‌شدن الیوت و «سم»، افسر ارشد منجر می‌شود. برَدلی که خود نیز متحمل تلفات شده، عقب‌نشینی می‌کند.
آلفا وان به خانه بازمی‌گردد و در آن‌جا مجدداً سازمان‌دهی می‌شود. آن‌ها از سم و الیوت که به‌شدت زخمی شده‌اند، مراقبت می‌کنند، در حالی که الیوت بی‌هوش است. اریک از گروه «آلفا تو» درخواست اعزام فوری به موقعیت‌شان را می‌دهد، اما پیش‌روی آن‌ها به‌دلیل درگیری در خیابان‌ها به تأخیر می‌افتد. پشتیبانی هوایی بازمی‌گردد، اما به‌دلیل نزدیکی دشمن به موقعیت آلفا وان، مک‌دونالد تنها می‌تواند یک نمایش قدرت ترتیب دهد. ری درمی‌یابد که سم نیاز به رگ‌بند دارد، اما به‌دلیل لرزش دستانش نمی‌تواند آن را اعمال کند و در عوض زانویش را بر زخم سم می‌فشارد و درد او را بیشتر می‌کند. ری دچار واکنش گسست روانی می‌شود و اریک جای او را گرفته و تورنیکه را اعمال می‌کند. الیوت به هوش می‌آید و در حالی‌که از شدت درد فریاد می‌کشد، مک‌دونالد به زخم‌هایش رسیدگی می‌کند. الیوت، مک‌دونالد را به مورفین درون کوله‌اش راهنمایی می‌کند و سرانجام به الیوت و سم مورفین تزریق می‌شود.
آلفا تو و بخش سوم گروه به ساختمان آلفا وان می‌رسند. اریک که به‌شدت گیج و آشفته شده، فرماندهی را به «جیک»، رهبر آلفا تو، می‌سپارد. درخواست تخلیهٔ پزشکی جیک به‌دلیل خطر بمب‌گذاری مجدد رد می‌شود. او به افسر ارتباطاتش، «جان»، دستور می‌دهد خود را به‌جای فرمانده ارتش معرفی کند تا اجازهٔ تخلیه را بگیرد. بقیه تجهیزات از خیابان جمع‌آوری می‌شود و الیوت و سم هرکدام سوار یک نفربر برَدلی می‌شوند. تیم به خانه بازمی‌گردد، در حالی‌که شورشیان به موقعیت آن‌ها نزدیک می‌شوند. جیک با تصور اینکه دشمن از پشت‌بام به طبقه دوم نفوذ کرده، دستور می‌دهد دو برَدلی دیگر طبقهٔ بالای ساختمان را هدف قرار دهند. در پناه یک نمایش قدرت دیگر، نیروهای آلفا وان و آلفا تو تخلیه می‌شوند و در زیر آتش سنگین سلاح‌های سبک، منطقه را ترک می‌کنند. خانواده‌های داخل ساختمان کم‌کم از اتاق‌های خود بیرون می‌آیند و درمی‌یابند که سربازان رفته‌اند. شورشیان بازمانده با احتیاط در خیابان جمع می‌شوند و به پیکر فرید می‌نگرند.
فیلم با این جمله روی صفحه پایان می‌یابد: «برای الیوت». پیش از تیتراژ پایانی، اعضای واقعی تیم ۵ سیل که در این مأموریت شرکت داشتند، در حال همکاری با تولید فیلم نشان داده می‌شوند.

## ساخت
در فوریه ۲۰۲۴، اعلام شد که ای۲۴ در حال ساختن یک فیلم جنگی با ری مندوزا و الکس گارلند است.
فیلمبرداری اصلی در می ۲۰۲۴ در لندن آغاز شد.

## گیشه
در ایالات متحده و کانادا، این فیلم در کنار رهایی، آماتور و شاهنشاه اکران شد و پیش‌بینی می‌شد در آخر هفته افتتاحیه‌اش از ۲٫۶۷۰ سینما ۶ تا ۹ میلیون دلار بفروشد. این فیلم در روز اول اکران ۳٫۶ میلیون دلار به دست آورد که شامل ۱٫۱۶ میلیون دلار از نمایش پیش نمایش در طول هفته می‌شود. این فیلم برای اولین بار به ۸٫۳ میلیون دلار رسید و در گیشه چهارم شد. در آخر هفته دوم، فیلم ۴٫۹ میلیون دلار (کاهش ۴۱ درصدی) ساخت و در رده پنجم قرار گرفت.